# Chrysomalla pallidivena
Chrysomalla pallidivena är en stekelart som beskrevs av Zerova 1973. Chrysomalla pallidivena ingår i släktet Chrysomalla och familjen gropglanssteklar.
Artens utbredningsområde är Ukraina. Inga underarter finns listade i Catalogue of Life.